# Halidesmus socotraensis
Halidesmus socotraensis är en fiskart som beskrevs av Gill och Zajonz 2003. Halidesmus socotraensis ingår i släktet Halidesmus och familjen Pseudochromidae. Inga underarter finns listade i Catalogue of Life.